# Station Mława Miasto
Station Mława Miasto is een spoorwegstation in de Poolse plaats Mława.